# Kanton Ellrich
Der Kanton Ellrich war eine Verwaltungseinheit im Distrikt Nordhausen des Departements des Harzes im napoleonischen Königreich Westphalen. Hauptort des Kantons und Sitz des Friedensgerichtes war Ellrich im heutigen thüringischen Landkreis Nordhausen. Das Gebiet des Kantons umfasste acht Orte im heutigen Freistaat Thüringen und zwei Orte (Walkenried und Zorge) im heutigen Bundesland Niedersachsen.
Zum Kanton gehörten die Ortschaften:

- Ellrich
- Appenrode mit Bischofferode
- Cleysingen
- Gudersleben
- Obersachswerfen
- Sülzhayn mit Steinmühl
- Walkenried
- Werna mit Wulferode
- Woffleben
- Zorge